# 处古三角城
处古三角城，位于中国青海省祁连县俄博乡，为第四批青海省文物保护单位，公布日期为1986年5月27日，类型为古遗址。
处古三角城的历史年代为宋。